# مقاطعة أزواي
أزواي (بالإسبانية: Azuay) هي مقاطعة في الإكوادور، أُنشئت في الخامس والعشرين من يناير من العام 1824. تصل مساحتها الى 8309 كم مربع. عاصمتها كوينكا. تقع في المرتفعات في وسط جنوب الإكوادور. تصل مرتفعاتها الى 4500م فوق مستوى سطح البحر في حديقة الكاجاس الوطنية.
أزواي تقع على الطريق السريع الذي يصل بلدان الامريكتين. كوينكا متصلة عن طريق رحلا الطيران الداخلية من كويتو وغواياكيل. وتتزين المقاطعة بأن على ارضها توجد أكبر محطة لتوليد الطاقة الكهرومائية

## الجغرافيا
تقع هذه المقاطعة جنوب الإكوادور في جبال الأنديز. تبلغ مساحتها 8,309 كم2. يحدها من الشمال مقاطعة كانيار، ومن الشرق مقاطعتي مورونا-سانتياغو وزامورا-شينتشيبي، ومن الجنوب مقاطعتي لوخا وإل أورو، ومن الغرب مقاطعة غواياس. أعلى نقطة في هذه المنطقة هي 4478 م، في قمة جبل كويمسا كروز. وعاصمتها كوينكا.
يتم عبور Azuay بواسطة طريق عموم أمريكا السريع. ترتبط كوينكا بكيتو، عاصمة البلاد، وغواياكيل، أكبر مدينة، عن طريق رحلات جوية وطنية منتظمة. فهي موطن لأكبر محطة للطاقة الكهرومائية في البلاد، على نهر بوت.

## الكانتونات
تنقسم المقاطعة الى 15 كانتون، تنقسم بدورها لـ 27 أبرشية حضرية، 60 أبرشية ريفية. ويسرد الجدول التالي تلك الكنتونات حسب مساحتها و اسم عاصمتها وعدد سكانها حسب احصائية عام 2010.
| كانتون             | عدد السكان (2010) | المساحة (كم²) | ٍالعاصمة            |
| ------------------ | ----------------- | ------------- | ------------------ |
| كاميلو بونس انريكي | 21998             | 639           | كاميلو بونس انريكي |
| كورديليج           | 12577             | 105           | كورديليج           |
| كوينكا             | 505585            | 3.086         | كوينكا             |
| إيل بان            | 3036              | 132           | ايل بان            |
| جيرون              | 12607             | 347           | جيرون              |
| جياوشابالا         | 3409              | 41            | جياوشابالا         |
| جاوليكو            | 42709             | 347           | جاوليكو            |
| نابون              | 15892             | 636           | نابون              |
| أونا               | 3583              | 295           | أونا               |
| بوتي               | 25494             | 267           | بوتي               |
| بوكرا              | 10052             | 848           | بوكرا              |
| سان فرناندو        | 3993              | 142           | سان فرناندو        |
| سانتا إيزابيل      | 18393             | 781           | سانتا إيزابيل      |
| اشبيلية دي أورو    | 5889              | 314           | اشبيلية دي أورو    |
| سيجسيج             | 26910             | 657           | سيجسيج             |

### المجوعات العرقية
حسب تعداد 2010 كانت المجموعات العرقية كالتالي:
| العرقية               | النسبة |
| --------------------- | ------ |
| ميستيثو               | 90%    |
| اللاتينيون            | 5.2%   |
| الإكوادوريون الأفارقة | 2.2%   |
| السكان الأصليون       | 2.5%   |
| أخرى                  | 0.2%   |

## وصلات خارجية
- الموقع الرسمي للمقاطعة
- خريطة ودليل كامل لمقاطعة أزواي نسخة محفوظة 3 نوفمبر 2012 على موقع واي باك مشين.